# Dimorphanthera hirsutiflora
Dimorphanthera hirsutiflora är en ljungväxtart som beskrevs av Herman Otto Sleumer. Dimorphanthera hirsutiflora ingår i släktet Dimorphanthera och familjen ljungväxter. Inga underarter finns listade i Catalogue of Life.